# Елісон Мобрей
Елісон Мобрі  (англ. Alison Mowbray, 1 лютого 1971) — британська веслувальниця, олімпійська медалістка.

## Виступи на Олімпіадах
| Олімпіада   | Дисципліна     | Місце |
| ----------- | -------------- | ----- |
| Сідней 2000 | одиночка       | 10    |
| Афіни 2004  | четвірка парна | 2     |

## Зовнішні посилання
- Досьє на sport.references.com [Архівовано 12 серпня 2011 у Wayback Machine.]

1. ↑  Mowbray Alison